# Cyril Soyer
Cyril Soyer est un judoka français né le 30 octobre 1978 à Angers, en Maine-et-Loire. Formé au Judo Club de Mûrs-Érigné (49), il a évolué dans la catégorie des moins de 60 kg (poids super-légers).

## Carrière sportive
Il a remporté trois titres de champion de France première division dans la catégorie des moins de 60 kg (1999, 2000, 2006).
En 1999, il remporte les Jeux mondiaux militaires à Zagreb et se voit distingué de la médaille d'or de la défense nationale.
Lors des Championnats d'Europe de judo 2001 à Paris, il arrive en finale contre l'Azéri Elchin Ismayilov. Alors qu'il mène le combat, Cyril Soyer effectue une technique considérée comme dangereuse (uchi-mata sur la tête) et se voit disqualifié au profit de son adversaire, terminant ainsi vice champion d'europe.
En 2004, il réussit à qualifier sa catégorie de poids (les moins de 60 kg) aux Jeux olympiques d'Athènes. Toutefois, le comité de sélection ne le retient pas pour les jeux olympiques d'Athènes lui préférant Benjamin Darbelet qui évolue pourtant dans la catégorie supérieure (moins de 66 kg).
En 2006, Cyril Soyer termine troisième du Championnat du monde de judo par équipe disputé à Paris au Palais omnisports de Paris Bercy.
Il met un terme à sa carrière sportive en 2008.
En 2011, il fonde l'école de Judo des Mines Paris 5 puis en 2015, l'école de judo du Dojo 5 et l'école de Judo des Mines Paris 13.
En 2013, en collaboration avec Amanda Added, il écrit Le livre du judoka, un guide illustré des techniques de judo enrichi de conseils et d'anecdotes pour chaque prise.

## Palmarès

### Championnats du monde
- Médaille de bronze en 2006 à Paris (Équipes)

### Tournoi de Paris
- Médaille d'argent au tournoi de Paris 2001
- Médaille de bronze au tournoi de Paris 2004
- Médaille de bronze au tournoi de Paris 2006

### Championnats d'Europe
- Médaille d'argent en 2001 à Paris
- Médaille d'or aux championnats d'Europe 2000 / 2004 (Équipes)

### Championnats de France
- Médaille d'Or aux Championnats de France 1999
- Médaille d'Or aux Championnats de France 2000
- Médaille d'Or aux Championnats de France 2006

### Autres
- Médaille d'or en 1997 aux championnats de France Juniors ;
- Médaille d'or aux Jeux mondiaux militaires à Zagreb en 1999 ;
- Médaille d'or aux Jeux de la francophonie à Ottawa en 2001 ;
- Médaille de bronze au tournoi de Hambourg en 2004 ;
- Médaille de bronze au tournoi de Prague en 2004 et 2006